# Ossos marins

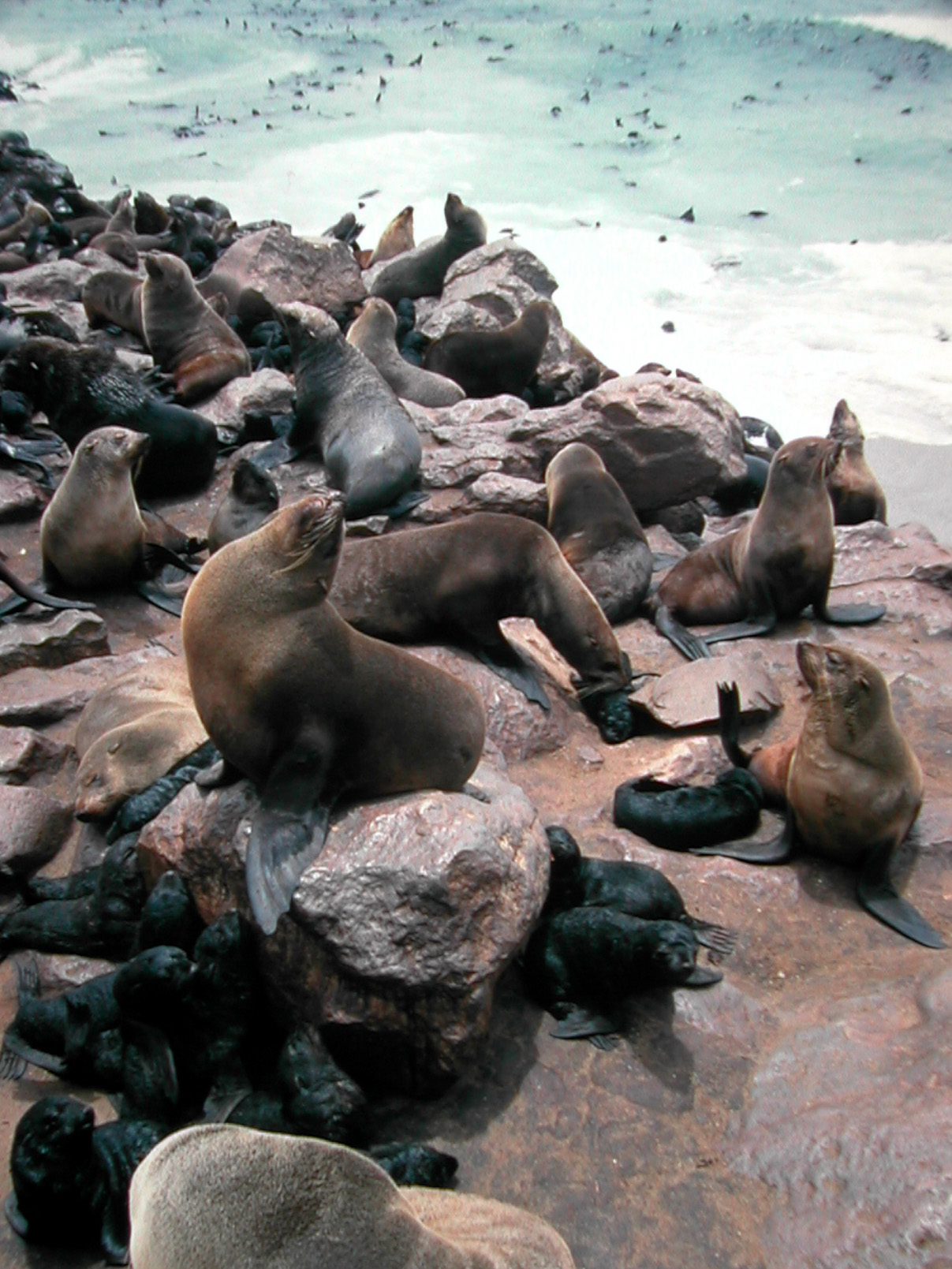
Ossos marins afroaustralians

Els ossos marins (Arctocephalinae) són un grup de nou espècies de pinnípedes de la família dels otàrids.
Només una de les espècies, l'os marí septentrional (Callorhinus ursinus), viu al nord del Pacífic, mentre que les vuit espècies del gènere Arctocephalus es troben principalment a l'hemisferi sud. Són molt més propers als lleons marins que a les foques, amb caràcters com pavellons auriculars, aletes anteriors relativament llargues i musculars i la capacitat de moure's a quatre potes. Tenen un pelatge espès que les ha convertit en un objectiu dels caçadors de foques.